# Tromboxano

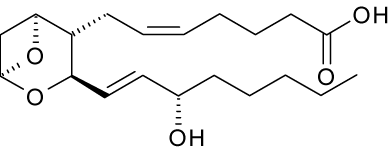
A estrutura química do tromboxano A2 (TXA2).

Um tromboxano é um membro da família de lipídeos chamada eicosanoides. É produzido nas plaquetas via troboxano-A sintase dos endoperóxidos produzidos pela ciclooxigenase (COX) a partir do ácido araquidônico, um conjunto de reações que faz parte da via metabólica da cascata do ácido araquidónico. A fórmula química é C20H32O5, e a massa molecular é 876,465 g/mol.
Tromboxanos são vasoconstritores na circulação sistêmica, mas vasodilatadores na circulação pulmonar, e potentes agentes hipertensivos, além de facilitarem a agregação plaquetária. Normalmente encontram-se num equilíbrio homeostático no sistema circulatório, juntamente com as prostaciclinas.
O tromboxano A2 (TXA2), produzido por plaquetas ativadas, estimula a ativação de outras plaquetas, aumentando a agregação plaquetária.
Medicamentos que contém ácido acetilsalicílico agem inibindo a capacidade da COX sintetizar precursores dos troboxanos nas plaquetas. Como efeito colateral, pessoas que tomam aspirina regularmente podem sofrer hemorragias com maior frequência.
Tromboxanos são assim nomeados em referência à sua capacidade de formar trombos.